# Robert François Damiens

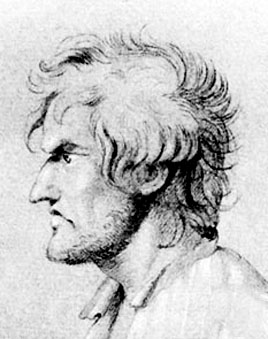
Porträt von Damiens

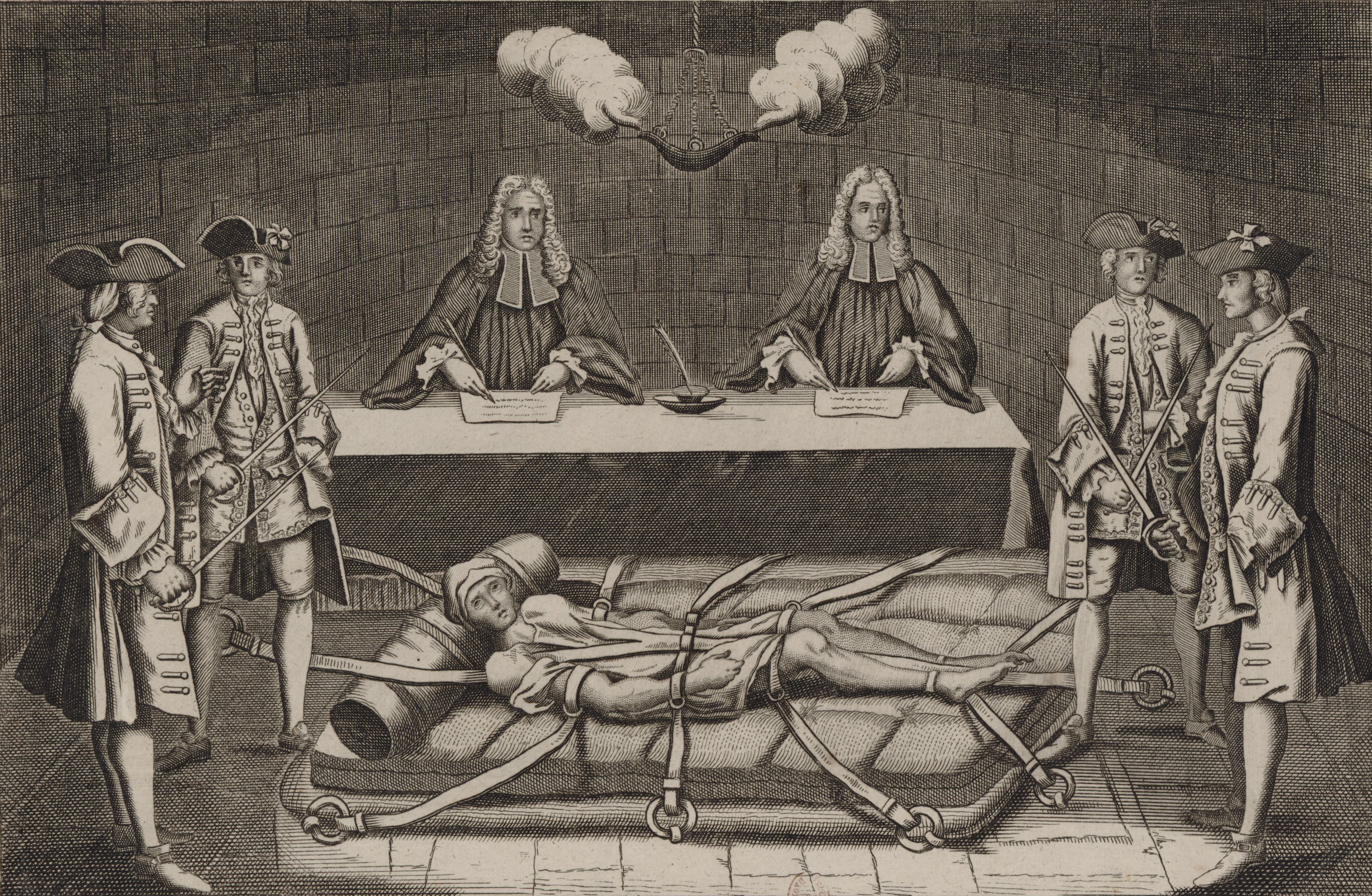
Damiens vor seinen Richtern im Châtelet am 2. März 1757

Robert-François Damiens oder Damien (* 9. Januar 1715 in La Thieuloye bei Arras; † 28. März 1757 in Paris) war ein französischer Attentäter. Er verübte 1757 ein fehlgeschlagenes Attentat auf den französischen König Ludwig XV. und zählt zu den letzten Verurteilten, die mit der traditionellen grausamen Bestrafung für Königsmörder (Vierteilung) hingerichtet wurden.

## Leben
Damiens wurde in La Thieuloye, einem Dorf bei Arras, geboren und meldete sich früh zur Armee. Nach seiner Entlassung wurde er Dienstbote im Jesuitenkolleg in Paris, von dieser und auch von anderen Anstellungen wegen Fehlverhaltens jedoch entlassen. Sein Verhalten trug ihm schließlich den Namen Robert le Diable ein. Während der Auseinandersetzungen zwischen Papst Clemens XI. und dem Parlement de Paris (Gerichtshof) scheint sich Damiens sehr über die kirchliche Desorganisation erregt zu haben, die der Weigerung des Klerus folgte, den Jansenisten und Konvulsionären die Sakramente zu spenden. Er war fest davon überzeugt, dass der Frieden durch den Tod des Königs wiederhergestellt würde. Damiens erklärte, dass er den König nur habe erschrecken wollen, ohne ihn ernsthaft zu verletzen.

### Attentat und Verhaftung
Als am 5. Januar 1757 König Ludwig XV. im Schloss von Versailles seinen Wagen bestieg, stürzte sich Damiens auf ihn und stach mit einem Messer auf ihn ein, wobei er ihm nur eine leichte Wunde zufügte. Der König befahl, dass man Damiens bewachen und nicht töten solle.
Damiens versuchte nicht zu fliehen und wurde sofort überwältigt. Er wurde in der Conciergerie eingekerkert und nach einem missglückten Selbstmordversuch stets festgeschnallt gehalten. Um etwaige Mitwisser, Initiatoren und Komplizen in Erfahrung zu bringen, wurde er schwer gefoltert, wonach er seine Beine nicht mehr benutzen konnte. Das Gericht fand ihn der Beleidigung der göttlichen und menschlichen Majestät und des verwerflichen Königsmordes für schuldig und verurteilte ihn dazu, nach Buße, kniend vor der Kathedrale Notre Dame, durch Abschwörung des Verbrechens und Erbeten des Pardons von Gott, König und Justiz auf der Place de Grève nach Folter und Verbrennen der Tathand von Pferden in Stücke gerissen und zu Asche verbrannt zu werden – das gleiche Urteil wie für François Ravaillac, den Mörder Heinrichs IV.

### Die Hinrichtung und ihre Folgen
Ausführender Scharfrichter war Nicolas-Charles-Gabriel Sanson, assistiert von seinem Neffen Charles Henri Sanson, dessen erste Hinrichtung dies war. Bevor Damiens zu Tode gebracht wurde, wurde ihm gemäß Urteil die Tathand mit brennendem Schwefel verkohlt (brûlée de feu de soufre). Er wurde mit glühenden Zangen gefoltert. Man goss flüssiges Wachs, Pech, Blei, Schwefel und kochendes Öl in seine tiefen Wunden. Sechs Pferde waren nötig, ihn hinzurichten, was erst nach dem Durchtrennen der Arm- und Beinsehnen durch Sanson gelang. Damiens’ Körperteile wurden zu Asche verbrannt und in alle Winde zerstreut. Nach seinem Tod wurde gemäß der Gesetzesvorschrift für Königsattentäter sein Haus niedergerissen, der Platz eingeebnet und dort ein Bauverbot verhängt. Seinen Geschwistern Louis, Antoine-Joseph und Catherine Damien, verwitwete Cottel, und deren Anverwandten wurde bei Androhung der Todesstrafe befohlen, ihre Namen zu ändern. Seine direkten Verwandten – sein Vater Pierre-Joseph Damien, seine Frau Élisabeth Molerienne und seine Tochter Marie-Élisabeth Damien – wurden, ebenfalls durch Androhung der Todesstrafe bei Rückkehr, für immer des Königreiches verwiesen. Es war eine der grausamsten Hinrichtungen der Neuzeit und die letzte ihrer Art in Frankreich – erschwert durch den Umstand, dass es sich um keinen Mord, sondern um einen Tötungsversuch handelte. Das französische Gesetz über Königsmord (parricide, régicide) machte keinen Unterschied.
In der Folge wurden verschiedene Verschwörungstheorien verbreitet, hinter Damiens’ Tat stecke in Wahrheit ein Komplott der Jesuiten. Als Begründung wurde neben seiner früheren Tätigkeit für den Orden unter anderem seine Herkunft aus Arras angegeben, dessen Bewohner als jesuitenhörig galten, oder dass der Orden bereits an Attentatsversuchen beteiligt gewesen sei, namentlich auf Heinrich IV. Diese Gerüchte trugen mit dazu bei, dass der Orden 1764 in Frankreich verboten wurde.